# Pourouma cecropiifolia
Pourouma cecropiifolia là loài thực vật có hoa trong họ Tầm ma. Loài này được Mart. miêu tả khoa học đầu tiên năm 1831.